# Henri Rahaingoson
Henri Rahaingoson (ou Rahaingoson Henri) alias Di était un homme de lettres, linguiste, enseignant et académicien malgache né le 26 novembre 1938 à Antananarivo et décédé le 13 avril 2016 dans la même ville.

## Biographie
Henri Rahaingoson a commencé sa carrière en tant qu’enseignant de français et de lettres modernes. En mai 1972, quand des étudiants manifestent pour réclamer la démocratisation et la malgachisation de l’enseignement, Henri Rahaingoson, alors enseignant et syndicaliste, soutient les manifestations qui sont à l’origine de la fin de la première République.
D’abord enseignant de lettres modernes françaises, il est devenu professeur de langue et d’histoire malgaches, de sociolinguistique et de traduction. À l’université d’Antananarivo, il a enseigné le malgache oral et écrit et la sociolinguistique au département de sociologie et la traduction au département d’études francophones. Il a également été professeur au Collège Saint-Michel (en) d’Antananarivo.
Il a siégé à l’Académie nationale malgache où il a occupé le poste de vice-président de la Section Arts et Lettres. Il est l’initiateur du mois de la langue malgache, célébré chaque année en juin,.

## Publication
- Rahaingoson, Henri, 1982. Fara-la-chèvre et sa sœur | I Fara-osy sy Ravavimatoa, Zanzibar : Eacrotanal, 37 pages illustrées (Tanzanie). Publié avec le soutien de l’Unesco.

- Rahaingoson, Henri, 2002. Amboaran-tsombintantara, Jobily faha-50 taona Havatsa-Upem [Nouvelles, 50e anniversaire de l’Union des poètes et écrivains de Madagascar]. Antananarivo : Chez l’auteur, 2002, 77 pages.